# ブルメール舞多聞

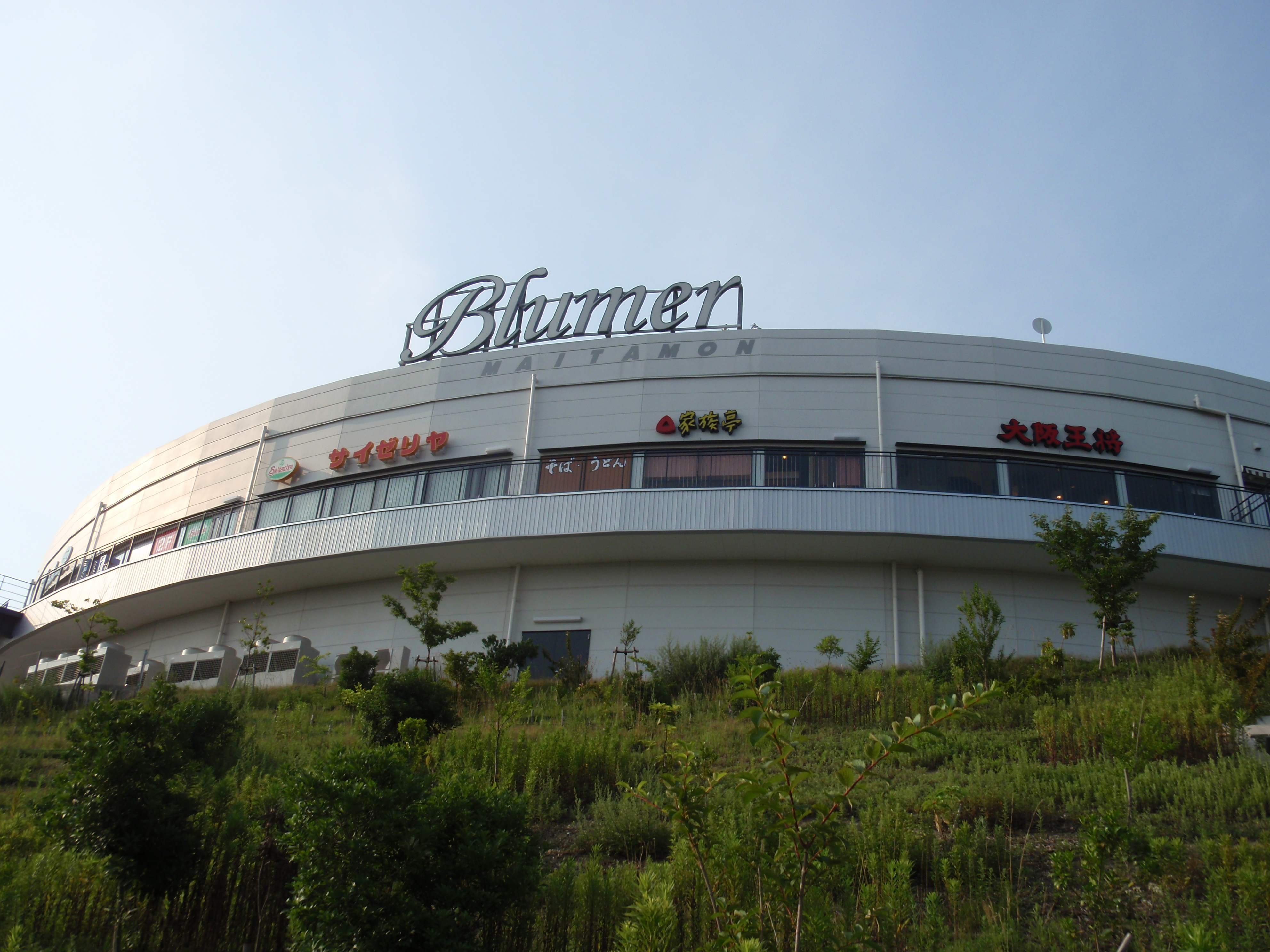
建物外観

ブルメール舞多聞（ブルメールまいたもん、Blumer MAITAMON）は、兵庫県神戸市垂水区に所在するショッピングセンター。

## 概要
2006年（平成18年）7月25日開業。独立行政法人都市再生機構 (UR) が整備したニュータウン「ガーデンシティ舞多聞」内に、大和システムを運営主体としてオープンした。
2010年（平成22年） の大和システムの経営破綻後、2015年2月から丹青モールマネジメント（2016年12月からJLLモールマネジメント、2022年11月からJLLリテールマネジメントに商号変更）が運営を受託している。
所有権は、2014年（平成26年）8月にケネディクス子会社のJRP3号合同会社が取得し、2015年（平成27年）2月にケネディクス商業リート投資法人（現：KDX不動産投資法人）が8,389百万円で取得した。
2015年（平成27年）5月にはDBJ Green Building認証を取得、2022年（令和4年）3月にはCASBEE不動産評価認証を取得した。

## テナント

### 核店舗
- 関西スーパー舞多聞店
- エディオン垂水店
- ファッションセンターしまむら
- 赤ちゃん本舗
- ココカラファイン
- 無印良品
- お宝発見舞多聞店

### ファッション
- GU
- ライトオン
- m.f.エディトリアル
- カレント
- シューラルー
- ABCマート
- コギコギ
- ギー
- セブンブリッジ
- アベイル
- シャンブル
- チュチュアンナ
- アクセランド
- レピール
- ベルーナ
- アレックススポーツ

### 雑貨
- セリア
- オンデーズ
- ドリーム

### サービス
- アミーゴ書店
- 若松塾
- 東進衛星予備校
- 楽天モバイル
- ルビアン
- スタジオアリス
- ジャストカーテン
- auショップ
- ソフトバンクショップ
- デューポイント
- テレックプラスワン
- セイハ英語学院
- ココカラファイン
- カワイ音楽教室

### 飲食店
- ファーストキッチン
- 大阪王将
- 家族亭
- サイゼリヤ
- ドトールコーヒー

### 撤退した店舗
- ロイヤルホームセンター 神戸垂水店（現：ミドリ電化）
- セガワールド 垂水店

## 交通アクセス

### 鉄道・バス
- JR神戸線・山陽電鉄垂水駅より山陽バス11系統・48系統、神戸市営バス171系統「舞多聞口」下車
- JR神戸線舞子駅、山陽電鉄舞子公園駅より神戸市営バス・山陽バス「舞多聞口」下車
- 神戸市営地下鉄学園都市駅より神戸市営バス・山陽バス「舞多聞口」下車

### 自動車
- 第二神明道路 高丸インターチェンジより北へ10分
- 第二神明道路北線 学園南インターチェンジより南へ5分

## 周辺施設
- 神戸市消防局垂水消防署
- 垂水警察署
- ケーズデンキガーデンシティ垂水店
- ディスカウントドラッグコスモス舞多聞店
- スーパースポーツゼビオ 神戸学園南インター店
- 家具の福屋 Fitz小束山店
- ローソン 本多聞三丁目店
- マクドナルド 神戸舞多聞店
- ワンカルビPlus＋ 垂水店
- ロイヤルホスト学が丘店
- 本多聞公園
- 三井アウトレットパーク マリンピア神戸（自動車で約15分）